# Binimetinib
Le binimetinib est un médicament de type inhibiteur de kinase, utilisé dans le traitement du mélanome et vendu sous le nom de marque Mektovi.

## Mode d'action
Il agit en bloquant le MEK (Mitogen-activated protein kinase kinase), empêchant son activation par le BRAF, ralentissant ainsi la croissance du cancer.

## Usage médical
Le binimetinib est un médicament utilisé pour traiter le mélanome. Il est notamment utilisé avec l'encorafenib dans les cas où le BRAF V600 est positif et ne peut pas être éliminé par chirurgie. Le médicament est pris par voie orale.

## Effets secondaires
Les effets secondaires de ce médicament  comprennent la fatigue, les nausées, la diarrhée ou les douleurs abdominales; D'autres effets secondaires peuvent inclure des lésions cardiaques, des caillots sanguins, des problèmes oculaires, une maladie pulmonaire interstitielle, des problèmes hépatiques, une dégradation musculaire ou des saignements. L'utilisation de ce médicament pendant la grossesse peut nuire au fœtus.

## Histoire
Le médicament a été approuvé pour une utilisation médicamenteuse aux États-Unis et en Europe en 2018,. Au Royaume-Uni, 4 semaines de traitement coûtent au NHS environ 4 500 livres sterling en 2021. Aux États-Unis, ce montant coûte environ 12 800 dollars américains.